# John Wilkins (cestista)
John Walter Wilkins (Antibes, 13 luglio 1989) è un ex cestista statunitense con cittadinanza francese naturalizzato marocchino.
È il figlio di Jeff Wilkins.

## Carriera
Con il Marocco ha disputato i Campionati africani del 2017.